# 어밀리아 게싱
어밀리아 게싱(Amelia Gething, 1999년 1월 24일 ~ )은 잉글랜드의 배우, 작가이다. 2016년부터 유튜브, musical.ly, TikTok 등 SNS에서 코미디 아티스트로서 이름을 알리기 시작했다. 이를 발판으로 2019년부터 BBC 여성 코미디 스케치쇼 The Amelia Gething Complex 의 주연 및 각본을 맡으며 정식으로 데뷔했다.

## 출연 작품

### 영화
- 에밀리 (2022) - 앤 브론테 역

### 텔레비전
- The Amelia Gething Complex (2019-21)
- 스패니쉬 프린세스 (2020)
- 마스터즈 오브 디 에어 (미정)